# Льяльные воды
Льяльные воды (происходит от льяло) — это воды, образующиеся при отпотевании внутренней поверхности бортов, просачивающиеся через швы наружной обшивки и т. п.
В связи с несовершенством систем, по которым проходит морская вода, используемая для обеспечения работы судовых установок различного назначения и типа, часть её попадает в производственные помещения судна, где может смешиваться с различными загрязняющими веществами или другими, уже загрязнёнными водами, образуя льяльные воды.

## Льяльные воды, загрязнённые нефтепродуктами
Остро стоит проблема сброса льяльных вод, содержащих в себе нефтепродукты. Международная конвенция по предотвращению загрязнения с судов (МАРПОЛ 73/78) запрещает сброс нефтесодержащих смесей, кроме случаев, когда соблюдаются определённые условия.
Скандалы, связанные с несанкционированным выбросом льяльных вод:
- 2006, Probo Koala, Кот-д’Ивуар, 8 погибших, 44000 пострадавших[2].